# Happy Feet Two
Happy Feet Two (no Brasil, Happy Feet, o Pinguim 2/Tradução literal, Pés Felizes 2) é um filme australiano e americano de animação digital 3D Musical dirigido por George Miller, que co-dirigiu o filme original Happy Feet. O filme é uma continuação de Happy Feet e as vozes originais Elijah Wood, Robin Williams, Hugo Weaving, Magda Szubanski e Anthony LaPaglia. Por conta da morte de Brittany Murphy e Steve Irwin, P!nk fez a voz Gloria e Richard Carter fez a voz de Bryan, respectivamente. Devido a morte destes atores, Happy Feet 2 é uma homenagem a eles. A Animal Logic Films (Santa Monica, Califórnia) e o Dr. D Studios (Sydney, Austrália) foram os produtores do filme nos formatos RealD Cinema e IMAX 3D. O filme foi lançado junto com um curta metragem dos Looney Tunes, cujo nome é Daffy's Rhapsody. Estreou no Brasil em 25 de novembro de 2011 e em 2012 para DVD/Bluray.

## Enredo
A continuação de Happy Feet, Happy Feet 2 foca-se à paisagem da Antártida, reunindo-nos com o pinguim sapateador, Mumble (br:Mano) (Elijah Wood), o amor de sua vida, Gloria (Pink) e os seus velhos amigos Ramon e Lovelace (br:Amoroso) (Robin Williams). Mumble e Glória agora tem um filho próprio, Erik (Elizabeth Daily), que está lutando para encontrar seus próprios talentos em particular no mundo do pinguim imperador. Porém, novos perigos ameaçam a nação pinguim e todos vão precisar trabalhar – e dançar – para salvá-la.